# Harry Piekema
Harry Piekema (Den Haag, 23 mei 1959) is een Nederlands acteur, televisiepresentator, stemacteur, toneelspeler en regisseur. Hij was van 2004 tot en met 2014 te zien in reclamespotjes van de Nederlandse supermarkt Albert Heijn als supermarktmanager "Henk van Dalen".

## Carrière
Piekema is sinds 1981 werkzaam in het theater, toen zijn samenwerking met Genio de Groot resulteerde in het clownsduo Hamm & Hoppa. Voorstellingen in kleine theaters leidden tot een grotere tournee in 1985 en later tot een serie filmpjes onder dezelfde titel voor de VPRO.
Na deze periode speelde en regisseerde hij voor diverse gezelschappen, zoals de Paardenkathedraal, de Toneelschuur en het toenmalige Fact.
Voor theatergroepen Loot en Bonheur maakte Piekema samen met Hans Thissen en Annekee van Blokland (regie) de jeugdvoorstellingen Klapstok, Kabaal en Koeterwaal, een mengeling van muziektheater en slapstick. Aangevuld met Ria Marks brachten ze in 2004 en 2005 (reprise) voor volwassenen de voorstelling Poste Restante.
Voor Enzo-Theatermakers regisseerde hij tussen 2003 en 2006 een serie van drie voorstellingen van interactief theater: Afleggen over het begrafeniswezen, De Daad over misdaad en recht, Saldo over geld en relaties. In 2007 speelde hij Ongenoemde morgen van Bertus Aafjes.
De rol van Piekema in de Albert Heijn-commercial is niet zijn eerste televisiewerk. Eind jaren 80 presenteerde hij het NOT-kinderprogramma Huisje, Boompje, Beestje. In 1995 speelde hij het witte paard in de film Lang Leve de Koningin. Eerder had hij een rol in de IKON-dramaserie Als de bom tikt.
Op 18 december 2008 kreeg Piekema tijdens de uitreiking van de Ster Gouden Loeki een oeuvreprijs voor zijn rol in de reclamespotjes van Albert Heijn. Dankzij deze rol heeft Harry Piekema een grote schare fans gekregen. Hij speelde deze rol tot januari 2015. Zijn afscheidscommercial leverde hem de Gouden Loeki 2015 op.
In 2009 was Piekema te zien in de Club van Sinterklaas als supermarktmanager van de plaatselijke Albert Heijn. Piekema is de voice-over van De Nieuwe Wildernis, een natuurfilm van regisseur Mark Verkerk.
In 2015 speelde Piekema de muzikale voorstelling Man wil trap op met lampje in diverse theaters. In het voorjaar van 2016 vertolkte Piekema de rol van meneer Binnendijk in de bioscoopfilm Fissa. Datzelfde jaar speelde Piekema bij het Noord Nederlands Toneel de rol van de rechtse politicus Svend Age Saltum in de tien uur durende toneelversie van de Deense televisieserie Borgen. In 2016 was hij ook te zien in de film Fataal en de televisieserie Caps Club.
In 2017 was hij te zien in het Sinterklaasjournaal en bij de intocht van Sinterklaas in de rol van Hoofdpiet. Hij zou dit echter slechts één seizoen doen; al in 2018 nam Niels van der Laan de rol over. In 2017 was hij ook te zien in The Big Escape. Hij viel daar in de vijfde aflevering af.
In 2018 speelde hij in de voorstelling Poz Paradise, geschreven door Daniel Cohen, die in wereldpremière gaat op 24 juli 2018 in Stadsschouwburg Amsterdam.
Piekema geeft, naast zijn werk als acteur, lezingen en trainingen in non-verbale communicatie. Sinds 2000 werkt hij met veel bedrijven.
In februari 2019 werd bekendgemaakt dat Piekema een van de deelnemers was aan het SBS6-programma It Takes 2. Op 7 juni is hij in de halve finale gesneuveld.
In het najaar van 2019 was Piekema voor een kleine rol in de Albert Heijn-reclame terug te zien. In 2020 viel hij tijdelijk als presentator in bij Lachen om Home Video's. Piekema was in 2021 te zien in De Alleskunner VIPS.
Sinds augustus 2021 is Harry het gezicht bij 50+ mobiel, een nieuwe mobiele provider. Hierin speelt hij zichzelf als "Handige Harry".
In 2022 was Piekema een van de deelnemers aan het 22e seizoen van het RTL 4-programma Expeditie Robinson. Hij viel als vijftiende af en eindigde daarmee op de zevende plek. In 2024 deed Piekema mee aan het televisieprogramma Weet Ik Veel. In datzelfde jaar deed hij samen met Sosha Duysker mee aan het televisieprogramma De gevaarlijkste wegen van de wereld.